# Козёвская сельская община
Козёвская сельская общи́на (укр. Козівська сільська громада) — территориальная община в Стрыйском районе Львовской области Украины.
Административный центр — село Козёва.
Население составляет 11 557 человек. Площадь — 445 км².

## Населённые пункты
В состав общины входит 24 села:
- Верхнячка
- Должки
- Долиновка
- Жупаны
- Завадка
- Задельское
- Климец
- Козёва
- Красное
- Кривое
- Матков
- Мыта
- Мохнатое
- Нагорное
- Орява
- Орявчик
- Плавье
- Погар
- Рыков
- Росохач
- Сможе
- Сухой Поток
- Тисовец
- Тухолька